# نویدروسنفلد
نویدروسنفلد (به آلمانی: Neudrossenfeld) یک شهر در آلمان است که در کولمباخ واقع شده‌است. نویدروسنفلد ۳٬۹۷۹ نفر جمعیت دارد.